# 이은하의 FM모닝쇼
이은하의 FM모닝쇼는 대전MBC FM4U(FM 97.5㎒)에서 평일 오전 7시부터 방송되는 라디오 프로그램이다.

## 역대 방송시간
| 방송 채널    | 방송 기간                         | 방송 시간                       |
| ------------ | --------------------------------- | ------------------------------- |
| 대전MBC FM4U | 1988년 4월 1일 ~ 2008년 4월 6일   | 매일 오전 7:00 ~ 오전 8:57      |
| 대전MBC FM4U | 2008년 4월 7일 ~ 2020년 11월 14일 | 월~토요일 오전 7:00 ~ 오전 8:57 |
| 대전MBC FM4U | 2020년 11월 16일 ~ 현재           | 평일 오전 7:00 ~ 오전 8:57      |

## 같이 보기
- FM모닝쇼
- 대전문화방송
- MBC FM4U
- 굿모닝FM 테이입니다 (토·일 수중계)